# Rabigh
Rabigh (em árabe: رابغ; romaniz.: Rābigh) é uma cidade da Arábia Saudita na região de Meca. Segundo censo de 2010, havia 55 304 habitantes..